# وندنپتهل
وندنپتهل (به انگلیسی: Vandanpathal) یک روستا در هند است که در Kottayam district واقع شده‌است.